# Agustín Antonio Villafaña Rodríguez
Agustín Antonio Villafaña Rodríguez (n. Guantánamo, Oriente, Cuba; 13 de junio de 1952) artista cubano que desarrolló la cerámica, la pintura y el grabado. En 1972 se graduó de la Escuela Nacional de Arte (ENA), La Habana, Cuba. 
Desde 1972 hasta 1985 fue profesor de grabado en la Escuela Elemental de Arte, Isla de la Juventud, Cuba.
Especialización en cerámica, Centro Europeo de la Terracota, Florencia, Italia, 1984.

## Casa Estudio Villafaña y Familia
Villafaña y Familia posee una muestra antológica, representativa y museológica de los géneros Cerámica, Pintura, Diseño, Dibujo, Artesanía, Bocetos y Proyectos Artísticos. Cuenta con un archivo testimonial, fotográfico y documental de la trayectoria del artista nacional e internacional. 
Las colecciones, series, conjuntos y piezas únicas desde los años 70 hasta la fecha constituyen una referencia considerable en el contexto contemporáneo de la Plástica y la Cultura Cubana.

## Miembro de
- Unión Nacional de Escritores y Artistas de Cuba,  UNEAC, 1985.
- Asociación Internacional de Artistas Plásticos, AIAP, 1988.
- Asociación Latinoamericana de Artistas Plásticos (ALAP), 1994.
- Asociación Cubana de Artistas Artesanos, ACAA, 1980.
- Asociación de Artistas Plásticos ArtLive, Francia, 2009.
- Centro Europeo de la Terracota, Florencia. 1985.
- Asociación Iberoamericana de Cerámica, España, 1985.
- Fundador del Centro Latinoamericano Altamira, Chile, 1994.
- Fundador del Grupo Terracota 4,  1985 - 1991.
- Presidente de la Delegación de la UNEAC, Isla de la Juventud, 1987- 1992.
- Presidente del Consejo Municipal de Artes Plásticas, Isla de la Juventud, 1992- 1994.
- Director del Proyecto Artístico Taller KSA,  1992-1999.
- Vicepresidente de Cerámica y Murales. Asociación Latinoamericana de Artes Plásticas, 1998.
- Presidente de la Comunidad Artística Yeti - UNEAC. 2000.
- Miembro del ejecutivo de la Asociación Nacional de Artes Plásticas de la UNEAC, 2008.
- Director general del estudio- galería “Casa Yeti” (Casa Verde), 2009.
- Miembro de la Comisión de Trabajo Comunitario de la UNEAC.
- Miembro del Comité Nacional del Sindicato de la Cultura, 1977 y de la Central de Trabajadores de Cuba, 2014.
- Miembro del Consejo Nacional de la UNEAC, 2014.
- Miembro Fundador del Grupo de Cerámica Contemporánea Ky-13, 2015.

## Cronología de Exposiciones Personales
1973. “X FESTIVAL”: Dibujo, Pintura Galería de Nueva Gerona, Isla de la Juventud, Cuba.
1980. Dibujo, Grabado, Pintura. Casa de la Cultura Nueva Gerona, Isla de la Juventud, Cuba.
1983. “PERSONAJE DE MI PUEBLO”: Pintura, Cerámica. Museo de Arte Nueva Gerona, Isla de la Juventud, Cuba.
1984. “SUCESOS”: Cerámica. Museo de Arte. Nueva Gerona. Isla de la Juventud.
1991. “FLOR AMARRILLA, FLOR COLORA” Pintura. Galería UNEAC. Nueva Gerona, Isla de la Juventud, Cuba.
1991. “LORNA Y YO”: Pintura. Galería Universal. Nueva Gerona. Isla de la Juventud.
1991. “CERAMICA POR DENTRO”: Cerámica. Galería UNEAC. Nueva Gerona, Isla de la Juventud, Cuba.
1992. “SOGA DE TRES PUNTAS”: Dibujo y Cerámica. Galería Centro de Desarrollo de las Artes Visuales. Nueva Gerona, Isla de la Juventud, Cuba.
1992. “SOMOS”: Pintura. Casa de la Cultura Municipal. Nueva Gerona, Isla de la Juventud, Cuba.
1992. “SOGA DE TRES PUNTAS No. 2”: Pintura y Cerámica. Centro de Superación de la Dirección de Cultura. Nueva Gerona, Isla de la Juventud, Cuba.
1994. “OJO x OJO”: Pintura. Intendencia de Gobierno, Sala Howiguin VI Región Rancagua, Chile.
1994. “ARTE DEL CARIBE” Pintura, Dibujo, Cerámica Shopping Center Punta del Sol, Chile.
1994. “OJO x OJO”: Pintura, Grabado, Dibujo Cerámica. Centro Cultural. Ache, Chile, Chile.
1996. “DIABLURAS”: Cerámica, Instalación, Castillo de la Real Fuerza Museo Nacional, Ciudad de La Habana, Cuba.
1996. “ORISHA- SANTOS”, “EL KSAEN CASA” Pintura, Galería “Raúl Martínez”, Palacio del Segundo Cabo, Ciudad de La Habana, Cuba.
1997. “DIABIANDO”: Pintura, Cerámica, Dibujo Galería, Consejo Municipal de las Artes Plásticas, Nueva Gerona, Isla de la Juventud, Cuba.
1997. “DIA BRUJO”: Pintura, Cerámica, Sala Municipal, Nueva Gerona, Isla de la Juventud, Cuba.
1997. “PEÑA DEL YETI” Muestra Permanente, Casa de la Miel, Bulevar, Nueva Gerona, Isla de la Juventud, Cuba.
1999. “PINERAS Y DUENDES”, Pinturas, Cerámicas, Grabados. Sala Municipal, Nueva Gerona, Isla de la Juventud, Cuba.
2000. “ECO DE LOS DUENDES”, Pintura, Cerámica, Dibujo. Galería “Raúl Martínez”. Palacio del II Cabo. Ciudad de La Habana, Cuba.
2001. “SUEÑOS Y PESADILLAS”, Pintura y Cerámica. Galería “Juan David”, Centro Cultural Yara, Proyecto 23 ICAIC, Ciudad de La Habana, Cuba.
2002. “DOS EXTREMOARTE”, Pintura y Cerámica. Galería Domingo del Monte, Hotel “Ambos Mundos”, Habana Vieja, Cuba.
2002. “SINCUENTA”, Pintura, Dibujo y Cerámica (Cincuenta años 1952- 2002) ICAIC, Fundación Ludwig, Galería 23 y 10, Ciudad de La Habana, Cuba.
2004. “LA HUELLA DEL YETI”, Pintura, Cerámica y Dibujo. Estudio-Galería  “Casa Yeti”.Ciudad de La Habana, Cuba.
2005. “DIABLURAS DE UN ÁNGEL”, Pintura, Cerámica y Dibujo. Galería “Servando Cabrera”. Ciudad de La Habana, Cuba.
2005. “IMAGEN”, Pintura y Dibujo. Galería Raymundo Comas. Centro de Investigación y Desarrollo del Ministerio de Comercio Interior. Ciudad de La Habana, Cuba.
2006.  “Duros – Fríos”, Pintura, Dibujo y Cerámica. Casa Municipal de Cultura “Luís Nishizawa Flores”. Cuautitlán, México.
2006. “Cuidado hay Perros Creadores”. Pintura. Galería “Salón del Pueblo”, Palacio Municipal de Cuautitlán, México.
2006. “Inesperada visita del Lagarto”. Pintura y Dibujo. Galería “Luís Nishizawa Flores”. Centro Regional de Cultura, Instituto Mexiquense de Cultura. Cuautitlán Izcalli, México.
2007. “Canción de Orfeo”. Pintura y Poesía (Alex Pauside). Galería Servando Cabrera, Ciudad de La Habana, Cuba.
2007. “Amarraos”. Exposición Pintura y Dibujo, Colección Tallon Enterprise LLC, Florida, Estados Unidos.
2008. “Angelus”. Pintura y Dibujo. Galería Villa Manuela. UNEAC, Ciudad de La Habana, Cuba.
2008. “Yatera”. Pintura y Dibujo. Galería provincial del Consejo de las Artes Plásticas, Guantánamo, Cuba.
2008. “Alahabana”. Pintura. Galería Teodoro Ramos. Cerro, Ciudad de La Habana, Cuba.
2009. “Canción de Orfeo en Isla”. Pintura y Cerámica. Festival Internacional de Poesía de La Habana. Galería Angelus, Casa YETI. Playa, Ciudad de La Habana, Cuba.
2009. “Antonia”. Dibujo. 80 Aniversario del nacimiento de Antonia Eiris. Galería Angelus, Casa YETI. Playa, Ciudad de La Habana, Cuba.
2011. “Ángeles de la Habana”. Pintura, por los 40 años de Trabajo Artístico.  Galería Angelus, Casa YETI. Playa, La Habana, Cuba.
2011. “Palenque”. Dibujo. Dedicada a los 50 años de la Enseñanza Artística. Galería L, Universidad de La Habana. La Habana, Cuba.
2011.”Pineras”. Pintura. Por 50 Aniversario de la Unión de Escritores y Artistas de Cuba (UNEAC). Galería Amelia, Hotel Trip-Habana Libre. La Habana, Cuba.
2011. “Color del Tiempo”. Pintura y elementos rituales. Serie Voces Negras. Galería AP de DA Asociación Sicoanalistas de Buenos Aires, Instituto Universitario de Salud Mental “Maure”, Buenos Aires, Argentina.
2012. “Misa Negra”. Pintura y elementos rituales. Serie No Hinca pero Pincha. Sala 2 de la galería Museo de Arte Contemporáneo “Tigre”, Buenos Aires, Argentina.
2012. “Casa Iluminada”. Pintura en cartulina y lienzo. Galería de Arte Cubano, Casa de Juan, Plaza de la Constitución, Tlalpan DF, México.
2012. “No Hinca pero Pincha I”. Pintura y dibujo. Muestra colateral XI Bienal de La Habana. Galería Angelus, Casa Yeti, La Habana, Cuba.
2012. “Pineras”. Pintura. Galería Delarra. Sindicato Nacional de Trabajadores de la Cultura. CTC, La Habana, Cuba.
2012. “No Hinca pero Pincha II”. Pintura, dibujo y cerámica. Encuentro Internacional Embarrarte. Galería Unión de Escritores y Artistas  (UNEAC) en Sancti Spiritus, Cuba.
2012. “Año +”. Pintura y fotografía. En Homenaje a la Semana de la Cultura del Municipio Playa, dedicada al artista. Galería “Servando Cabrera”. La Habana. Cuba.
2013. “Mamertos”. Pintura. Galería “Ángelus”. Casa YETI. Playa. La Habana. Cuba.
2013. “Año +”. Pintura y fotografía. En Homenaje a la Semana de la Cultura del Municipio Playa. Galería “Servando Cabrera”. La Habana. Cuba.
2013. “Ángeles de la Habana”. Pintura y Cerámica. Galería Complejo Comercial “La Francesa”. Playa. La Habana. Cuba.
2014.  “Mamertos”. Pintura. Escuela Superior del Consejo de Estado y de Ministros. La Habana. Cuba.
2015. “3D”. Dibujo. Galería Ángelus. Casa YETI. Playa. La Habana. Cuba.
2015. “Homenaje”. Pintura, Dibujo y Cerámica. Muestra Comunidad Artística Casa YETI, Playa, Habana. Cuba.
2016. “Colgados”. Dibujo. Galería Provincial Dirección de Cultura de Sancti Spíritus. Cuba.
2016. “Penosos”. Cerámica. Galería UNEAC. V Bienal de Cerámica Artística “EnBarrArte” Sancti Spíritus. Cuba.

## Grupo Terracota
- Cerámica. Galería Casa de los Vitrales. Habana Vieja, Cuba, 1985.
- Cerámica. Galería Estudio Giambo. Centro Europeo de la Terracota, Florencia, Italia. 1985, 1986 y 1987.
- Cerámica. Museo de Historia. Nueva Gerona, Isla de la Juventud, Cuba, 1987-1989.
- Cerámica. Galería de Arte. Nueva Gerona, Isla de la Juventud, Cuba, 1987-1988.
- Cerámica. Museo de Artes Decorativas. Vedado, Ciudad de La Habana, Cuba, 1988.
- Cerámica. Museo del Castillo de la Fuerza. Habana Vieja, Cuba, 1990.
- Cerámica. Sala permanente Terracota 4, Museo de Cerámica Contemporánea, Habana Vieja, La Habana, Cuba,S/F.

## Murales
1985. Mural de Cerámica para la Comuna de Impruneta. Florencia. Italia.
1986. Mural de Cerámica. Hotel INGEBIOT. Ciudad de La Habana, Cuba. Grupo Terracota.
1987. Mural de Cerámica. “Guarda Cantones”. ISPJAE. Ciudad de La Habana, Cuba.
1992. Mural de Cerámica. “Lozas”. Hotel Santiago de Cuba, Cuba.
1992. Mural de Cerámica. “Instalación” Centro Polivalente Internacional. Isla de la Juventud, Cuba.
1995. Mural de Cerámica. “Horóscopo Chino” Restauran del Dragón, Ambientación Casa Especializada, Nueva Gerona, Isla de la Juventud. Cuba.
1995. Mural de Cerámica. “La Pecera” Restauran Especializado “Mar Caribe” Santa Fe, Isla de la Juventud, Cuba.
1995. Mural de Cerámica. “El Mapa” Casa del Agua, Nueva Gerona, Isla de la Juventud, Cuba.
1996. Mural de Cerámica “Edad de Oro” Sala de Pediatría, Hospital “Héroes del Baire”, Nueva Gerona, Isla de la Juventud, Cuba.
1996.  Mural de Cerámica. “Soleada” Centro Integral “Bella Isla” Nueva Gerona, Isla de la Juventud, Cuba.
1997.  Mural de Cerámica. “Homenaje” Policlínico Integral N.º 1, Nueva Gerona, Isla de la Juventud, Cuba.
1998.  Mural de Metal. “Pinera”, Filial Universitaria ISCAH. Isla de la Juventud. Cuba.
1998.  Mural de mármol. “José Antonio” Filial Universitaria, Nueva Gerona, Isla de la Juventud, Cuba.
1998.  Mural “Mar Tropical” Cerámica, Ciudad de La Habana, Cuba.
1999. Mural “Máquina de Corazón”, Cerámica, Instituto de Investigaciones de Comercio Interior, Ciudad de La Habana, Cuba.
1999. Ambientación Cafetería “El Jardín”, Cerámica, Hotel Cohly, Ciudad de La Habana, Cuba.
2002.  Mural Galería. Teatro Municipal de Playa. Ciudad de La Habana, Cuba.
2002. Mural escenográfico “Amarti”.Instalación multidisciplinaria por el 150 Aniversario del Natalicio de Nuestro Héroe Nacional José Martí con la participación del Conjunto Folclórico Nacional, La CUJAE, La UNEAC bajo la dirección Humberto Alfonso. Ciudad de La Habana, Cuba
2002. Mural Cerámica. “Orígenes”. Ambientación para la Escuela de Instructores de Arte de Guantánamo, Cuba.
2003. Mural Pintura. “Muro de Esperanza”. Proyecto Bloque Contra el Fascismo UNEAC. Con 21 artistas de la Comunidad Artística Yeti. Ciudad de La Habana, Cuba.
2008. Mural de cerámica “Yeteando”. Academia de Artes Plásticas “Jorge Rigol”, Guantánamo, Cuba.
2009. Mural de pintura “50”. En honor al 50 aniversario de la Seguridad del Estado. Escuela Superior del MININT, Ciudad de La Habana, Cuba.
2009. Mural de cerámica “Martí”. Escuela Superior del MININT, Ciudad de La Habana, Cuba.
2009. Mural en cristal “Camino de Luz”. Dedicado al comandante Che Guevara. Colina de los Mártires, Cacagual, Ciudad de La Habana, Cuba.
2010. Mural de pintura “Estrella – Aquí no se rinde nadie”. Dedicado al 83 aniversario del natalicio de Juan Almeida Bosque. Proyecto Kcho. Sala Universal de las FAR, Ciudad de La Habana, Cuba.
2011. Mural de pintura “Regalo para un Pibe”. Centro Docente Infantil La Boca, Buenos Aires, Argentina.
2011. Mural de pintura “El tren”. Décimo Aniversario de “Luchar hasta Vencer”, comedor de los pibes, Organización social y política, La Boca, Buenos Aires, Argentina.
2012. Mural de pintura “Todo Mezclado”. Poesía y pintura “Cubanía en la Casa de Juan”, Tlalpan, DF, México.
2012. Mural de pintura “Los cuatro elementos: Tierra-Aire-Agua y Fuego. Desarrollo urbano San Fernando 84, Tlalpan Centro, DF, México.

## Principales Exposiciones Colectivas
Ha participado en más de 500 exposiciones colectivas, en Cuba y en el Extranjero.
- Salón Nacional Juvenil. Museo de Bellas Artes. Ciudad de La Habana, Cuba, 1973, 1974, 1975, 1979, 1980.
- Salón de Profesores e Instructores de Arte. Ciudad de La Habana, Cuba, 1974 y 1975.
- Salón “Raúl Gómez García”. Ciudad de La Habana, Cuba, 1975.
- Salón de Pinturas “Carlos Enrique”. Ciudad de La Habana, Cuba, 1980.
- Salón de Grabado “Víctor Manuel”. Ciudad de La Habana, Cuba, 1980.
- Salón de “Pequeño Formato”. Pintura. Ciudad de La Habana 1979; Escultura Camagüey 1990. Dibujo Camagüey, Cuba, 1990.
- Feria Nacional de cerámica. Parque “Julio A. Mella”. Nueva Gerona, Isla de la Juventud, Cuba, 1983, 1985 y 1987.
- Salón de Artes Plásticas. Centro de Arte. Nueva Gerona, Isla de la Juventud, Cuba, 1985, 1986, 1987, 1988, 1989 y 1992.
- Salón Nacional de Premiados. Bellas Artes. Museo Nacional. Ciudad de La Habana, Cuba, 1986,1987, 1988 y 1990.
- Salón UNEAC Pabellón. Cuba 1988. Museo Nacional. Ciudad de La Habana, Cuba, 1989.
- Salón “Arístides Fernández”, Ciudad de La Habana, Cuba, 1997.
- Exposición Brigada “Hermanos Saíz” en Nueva Gerona. Casa del Joven Creador. Habana 1973, 1974, 1975, 1979, 1980, 1983, 1984, 1985 y 1986.
- Exposición “4 de Abril”. Habana 1976. Sierra Maestra 1978, Escambray 1979.
- Exposición del ACAA. Nueva Gerona. Habana. 1983-1997, 2010, 2014, 2015.
- Bienal de Cerámica “Amelia Pelaez”. Museo de Arte Decorativo. Habana 1989, 1996, 1997, 1998, 2000, 2012, 2013, 2014, 2015, 2016.
- Exposición Encuentro Internacional Terracota. Santiago de Cuba 1989-1991,1999.
- Exposición “Lo Útil y Lo Bello”. Habana 1985.
- Exposición de FIART. Pabellón Cuba-Pabexpo. Habana 1987-1989, 2002, 2005, 2015.
- Exposición Encuentro Nacional de Cerámica. Camagüey FBC. 1990.
- Encuentro Internacional de Cerámica. “Todo Cerámica”, Nueva Gerona, Isla de la Juventud, Cuba. 1995-1997, 1998, 1999, 2000.
- Exposición “SIDA”, Centro de Desarrollo de las Artes Visuales, Habana - Francia, 1997, 1999, 2002.
- Exposición “Los Derechos del Niño”, UNICEF, UNEAC, ACNV, Cuba. 1997.
- Exposición colectiva de artistas pineros del Consejo de las Artes Plásticas, Galería Municipal, sede UNESCO, Ciudad de La Habana, Cuba, 1997, 2006.
- Bienal Internacional de Cerámica. “Wilfredo Lam”. Castillo de la Real Fuerza. 1991, 1997, 2000. Museo de Cerámica Contemporánea, 2003, 2006, 2009, 2012, 2015. Galería Ángelus y Parque Japonés, 2015.
- Exposición de Artes Plásticas UNEAC. Encuentro Internacional, “Mármol Sol”, Cuba. 1997.
- Exposición de Cerámica, Imagen de la Cerámica Cubana, Venezuela. 1997.
- Exposición de la UNICEF, UNESCO. SIDA y otros, Ciudad de La Habana, Cuba, 1998.
- Exposición “3 x 3 x 3”, Memorias Nelson Domínguez y Alberto Lescay, Santiago de Cuba 1998, Isla de la Juventud 1999, Castillo de la Real Fuerza, Ciudad de La Habana, Cuba, 2000.
- Exposición 5 Artistas Cubanos. Proyecto Yeti, México, 2000, 2010, 2012, 2015.
- Exposición “Bienal Identidad”. Galería “Pablo de la Torriente Brau”. Habana Vieja, Ciudad de La Habana, Cuba, 2002
- Exposición 150 Aniversario del Natalicio de José Martí “La Edad del Oro”. Galería Ceiba, Galería René Portocarrero, Galería CNIC, Galería Villena (UNEAC), Galería Canal Educativo. Ciudad de La Habana, Cuba, 2003.
- Muestra Permanente  “Otoño”. Comunidad Artística. Ciudad de La Habana, Cuba, 2003.
- Exposición “Manos”. Galería Centro de Arte y Restauración. Habana Vieja, Ciudad de La Habana, Cuba, 2003.
- Exposición de Pintura “Aniversario de los Instructores de Arte”. Galería Servando Cabrera. Playa, Ciudad de La Habana, Cuba, 2004, 2005, 2008, 2009, 2010, 2012.
- Exposición de la Subasta “Terry Fox”, Embajada de Canadá, Ciudad de La Habana, Cuba, 2007, 2009.
- Exposición Cerámica “Gracias por el Fuego”, Galerías Villa Manuela, Ciudad de La Habana, Cuba, 2008.
- Exposición Pintura “Gallo de la Revolución”, Memorial José Martí, Plaza de la Revolución, Ciudad de La Habana, Cuba, 2008.
- Exposición Pintura “Granma”, Galería Salón de los Espejos, Museo de la Revolución, Ciudad de La Habana, Cuba, 2008.
- Exposición Pintura “VII Congreso de la UNEAC”, Palacio de Convenciones y Galería Villa Manuela UNEAC, Ciudad de La Habana, Cuba, 2008.
- Exposición Cerámica “La Losa”, Muestra Itinerante por todo el país, 2008.
- Exposición Cerámica “Homenaje”, Galería del centro de Arte y Literatura “Regino Boti”, Guantánamo, Cuba, 2008.
- Exposición Cerámica “Sírvase Usted”, Galería Sociedad Cultural José Martí, Santi Spíritus, Cuba, 2008
- Exposición Cerámica “Cita del Barrio”, Galería Fayad Jamís, UNEAC Santi Spíritus, Cuba, 2008.
- Exposición Cerámica y Pintura “Reencuentros”, Galería El Paso,  Santi Spíritus, Cuba, 2008.
- Exposición Cerámica “Salón Ávila”, Galería provincial Ciego de Ávila, Cuba, 2008.
- Exposición Pintura y Dibujo “Aniversario de la emisora de la radio CMQF”, Galería Universitaria de Ciudad de La Habana, Cuba, 2008.
- Exposición Cerámica “Amelia Peláez”, Galería San Francisco de Asís, Bienal del Museo de cerámica Contemporánea, Ciudad de La Habana, Cuba, 2008, 2011, 2012, 2013, 2014, 2015, 2016.
- Exposición Colectiva por el 10.mo aniversario de la encarcelación de los Cinco Héroes Prisioneros del Imperio, Ciudad de La Habana, Cuba, 2008.
- Exposición Colectiva Proyecto Martha Machado, Galería Nueva Gerona, Isla de la Juventud, Cuba, 2008.
- Exposición Colectiva 50 Aniversario de la Revolución Museo Provincial Bayamo, Granma, Cuba, 2008.
- Exposición Colectiva Itinerante, Proyecto ¨ Gallo de la Revolución ¨, Memorial José Martí, Filiares UNEAC Provinciales, Museo de la Luchas Campesinas, Cuba, 2009.
- Exposición Colectiva Itinerante, Ché –Martí, Oficina del Historiador, Proyecto ¨ Yuder Laffita ¨, Italia, 2009.
- Exposición Colectiva de Artes Plásticas Itinerante, Sello Editorial Colibrí, CUBADISCO, Museo de Artes Decorativas, Palacio de Gobierno de La Habana Vieja, Cuba, 2009.
- Exposición Colectiva “Boleros de Oro”, UNEAC, galerías: “Servando Cabrera” y en la UNEAC de la provincia de Cienfuegos, Cuba, 2010.
- Exposición Colectiva “Litoral”, Pintura y Poesía, galería “Angelus”, Casa Yeti, La Habana, Cuba, 2010.
- Exposición Colectiva “Eslabón”, galerías: “Angelus”, Casa Yeti, “Servando Cabrera” y embajada de la República de Argentina en Cuba, La Habana, Cuba, 2010.
- Exposición Colectiva “Menú” galería “Servando Cabrera”, La Habana, Cuba, 2010.
- Exposición Colectiva “Playetín”, pequeño formato, galería “Angelus”, Casa Yeti, La Habana, Cuba, 2010.
- Exposición Colectiva “El Zapatazo”, Homenaje a Delarra, galería “Angelus”, Casa Yeti, La Habana, Cuba, 2010.
- Exposición Colectiva “P- 13”, galerías: “Angelus”, Casa Yeti, “Escuela Internacional de Medicina”, “Servando Cabrera”, emisoras: “Radio Cadena – Habana, Radio Taíno y Radio Rebelde”, La Habana, Cuba, 2010.
- Exposición Colectiva “Al norte de mis muslos”, galería “Belkis Allón”, Escuela 23 y C. La Habana, Cuba 2011.
- Exposición Colectiva “Ojo Verde”. Muestra itinerante galería “Angelus”, Casa Yeti, La Habana, Cuba, 2011.
- Exposición Colectiva “Presente I”. VII Congreso del Sindicato de la Cultura, Galería-  Teatro Lázaro Peña, CTC, La Habana, Cuba, 2011.
- Muestra Colectiva “Presente II”. Galería “Amelia”, Hotel Habana Libre, Plaza, La Habana, Cuba, 2011.
- Muestra Colectiva “H y 17”.50 Aniversario de la fundación de la UNEAC, galería “Angelus”, Casa Yeti, La Habana, Cuba, 2011.
- Exposición Colectiva “13 en 11”. Muestra colateral XI Bienal de La Habana. Galería “Angelus”, Casa Yeti, La Habana, Cuba, 2012.
- Muestra Colectiva Itinerante “El Taburetazo” XI Bienal de La Habana. Comunidad Artística Yeti. Espacios abiertos urbanos: embajada de la República de Argentina, Calle 13, galería “Ángelus”, La Habana, Cuba, 2012.
- Muestra Colectiva “Viva” en saludo al 1.º de mayo. Fundación de la galería Delarra, Sindicato nacional de trabajadores de la Cultura, CTC, La Habana, Cuba, 2012, 2013, 2014, 2015.
- Exposición Colectiva “Alas”. Por el 40 Aniversario del restablecimiento de la Relaciones Bilaterales entre Cuba y Argentina. Galería “Ángelus”, Proyecto YETI y Parque Chak. Playa, La Habana, Cuba y Buenos Aires, Argentina. 2013.
- Exposición Colectiva “Horizontes”. 30 Pintores Cubanos por el Día de la Cultura Cubana. Coyoacán, DF, México. 2013.
- Exposición Colectiva “Reencuentro de Cerámica”. Galería Servando Cabrera. Día de la Cultura Cubana. La Habana. Cuba. 2014.
- Exposición Colectiva “Las Hijas de Eva”. Galería Ángelus. Casa Yeti. Playa. La Habana. Cuba. 2015.
- Exposición Colectiva “Grupo Ky-13”. Cerámica Contemporánea Cubana. Estudio Galería “Madrigal”, Galería UNEAC y Galería Ángelus. Sancti Spíritus – La Habana. Cuba. 2015, 2016, 2017.
- Exposición Colectiva “Partitura en Rojo”. Fotografía, Pintura, Escultura y Grabado. Galería “Luz y Oficio”. Habana. Cuba. 2016.
- Exposición Colectiva Salón Abstracto no Abstracto “Alahabana”. Galería Ángelus, Centros científicos, educacionales y militares. La Habana. Cuba. 2014, 2016.
- Exposición Colectiva Grupo “Amelia Peláez”. Maqueta de La Habana, Canal Educativo, Escuela Arístides Stevens. La Habana. Cuba. 2015, 2016.
- Exposición Colectiva “Aires de Cubanía” por los 25 años del CIERIC. Casa del Alba Cultural. Itinerante por todas las provincias del país. Cuba. 2016-2017.

## Obras en el Extranjero
Pintura y Dibujo: Alemania. 1973 y 1978; Suecia 1974 y Holanda 1992. EEUU 1998-1999-2002-2004-2012-2015-2016. Chile, Argentina, 1994, 2015. Colombia 1996, España 1997 y 2003-2004,  Brasil 1998. Viet Nam, URSS. 1976 - 1990. Chile 1995
Grabado: México, Polonia, Canadá. 1979; URSS 1980.Libia 1996, Alemania 1995.
Cerámica: España, Italia, Holanda, Yugoslavia, Francia, México, Venezuela, República Dominicana, Panamá, Chile 1982 - 2016. Colombia, Argentina 1994-2016.
- Encuentro de Jóvenes Artistas. Galería Central Leningrado San Petersburgo. 1980.
- I Trienal de Cerámica de Pequeño Formato Zagrel. Yugoslavia 1985.
- Centro Europeo de la Terracota. Florencia. Italia. 1985, 1987 y 2015.
- Concurso Beato Angélico. Florencia. Italia 1986.
- Ateneo de Caracas. Venezuela 1989.
- Cerámica Cubana. Estudio Giambo. Florencia. Italia. 1987.
- Centro Cultural, “Altamira”, Rancagua, Valparaíso, Viña del Mar. 1994, 1995, 2010, 2013, 2014, 2015, 2016.
- Exposición Grabado y Pintura Cubana, Galería Majak-Berlín Occidental, 1980.
- Exposición “Sueño de una Isla”. Muestra Artistas Jóvenes. Pintura. Suecia, 1975.
- Exposición de Cerámica Cubana. Parque Cultural Viera y Clavijo. Islas Canarias, 1997.
- Exposición Taller Ksa. Galería Independiente. Islas Canarias. Pintura 1997- 1998, 1999.
- Obras Seleccionada XLI Concurso de Faenza Italia.
- Exposición del Grupo Terracota 4. Muestra por el 40 Aniversario de la Derrota del Fascismo, Moscú.
- Exposición de Cerámica y Dibujo, Fiesta de la UNITED. Parque de la Cachina, Florencia Italia, 1985.
- Exposición de la Muestra de Cuatrienal de Arte Decorativa, ERFURT 86.
- Exposición Cerámica “Fin de Siglo 2000”, Museo Littleton, Curaduría, Katherine Holts. California, Estados Unidos, 2000.
- Todo Cerámica, Evento Internacional, Isla de la Juventud, UNEAC, California- Estados Unidos, Holanda, Argentina, 1998, 1999, 2000.
- Exposición de Artista Cubanos. Galería Arco de Defensa. París, Francia, 2003.
- Exposición “Pintura Cubana”. Curaduría David Mateo. Italia, España, 2004.
- Exposición “Aquí Estamos New York”. Universidad Oswego. New York, Estados Unidos, 2004, 2006, 2016.
- Exposición Pintura “La Edad del Oro”. Universidad de New York, Estados Unidos, 2004.
- Exposición Pintura y Dibujo “Muestra personal”, Colección Tallon Enterprise LLC, Florida, Estados Unidos, 2007.
- Exposición Pintura “Arte Cubano”,  Colección Panamadera, Panamá, 2008.
- Dibujo, Colección Universidad de Oswego. New York, Estados Unidos, 2008, 2016.
- Exposición Colectiva “Eslabón - Asia”, galería “Hitar Boruh”, Malasia, 2010.
- Feria Internacional de Artes Plásticas, Malasia 2010, 2011, 2012.
- Exposición Colectiva “Ojo Verde”. Muestra de 30 artistas cubanos, galería “Teatro Verdi”, La Boca, Buenos Aires, Argentina, 2011.
- Trienal de Cerámica Tile, Museo de Arte Contemporánea, República Dominicana, 2011, 2013.
- Feria Internacional de Artes Plásticas, Australia, 2012.
- Bienal de Cerámica “San Nicolás de los Arroyos”. 20 artistas cubanos, Buenos Aires, Argentina, 2012.
- Exposición Colectiva “Kinke”, De lo Real y Maravilloso en las Artes Plásticas cubana. 25 artistas, galería Frissac, Palacio Frissac, Plaza de la Constitución, Centro Tlalpan, DF, México, 2012.
- Exposición “Alas”. 20 artistas cubanos. En saludo a los 40 años de relaciones entre Cuba y Argentina. Galería Parque Chak. Buenos Aires. Argentina. 2013
- Exposición Colectiva “Horizontes”. Muestra itinerante en instituciones culturales y educacionales. 30 artistas cubanos. DF. Ciudad de México. 2014.
- Muestra Colectiva “Mensaje”. Pintura y dibujo. Parque “Parque Chak”. Coleccionista Sr. Ramón Marino. Buenos Aires. Argentina. 2015.

## Premios y Menciones
- Premio y Mención. Salón Juvenil de Artes Plásticas. III, IV, y V. Pintura y Dibujo 1973, 1974 y 1975.
- Premio Salón de Profesores e Instructores. Pintura 1974.
- Mención Salón “Raúl Gómez García”. Pintura 1975.
- Premio y Mención. Concurso sobre Protección. Diseño Cartel 1983.
- Mención II Feria Nacional de Cerámica Artística. 1983.
- Premio y Mención Festival de la Toronja Cartel, Diseño Tarima Central. 1984-1985.
- Premio y Mención Salón de Artes Plásticas. Cerámica y Pintura (1985, 1986, 1987, 1988 y 1989).
- Premio Beato Angélico para las Artes Visuales. Florencia 1986. Cerámica.
- Premio “Rubén Martínez Villena”. Habana 1987.
- Premio I Bienal “Amelia Peláez”. Cerámica 1989.
- Premio Salón Territorial de la UNEAC. Cerámica 1990.
- Premio Encuentro Internacional Terracota. Cerámica 1991.
- Premio “Mariposa”. Otorgado por el asesor del Presidente de la República de Cuba Abel Prieto y el Proyecto Artístico Cultural Mariposa. En homenaje a la labor desempeñada con la Comunidad Artística YETI – UNEAC. 2013.
- Premio Art Live International 2013. Asociación de Artes Plásticas Internacional. Francia, 2013.
- Distinción por 20 años de promotor y coordinador del trabajo artístico cultural comunitario de la UNEAC, 2015.
- Distinción Hijo Ilustre del municipio Playa, Asamblea Municipal del Poder Popular, La Habana, 2015.
- Reconocimiento como Colaborador Destacado en el Trabajo Comunitario del CIERIC, del quinquenio 2010 – 2015.
- Premio Nacional “Olga Alonso” por la Obra de la vida, como profesor, instructor y artista plástico. 2017.

## Labor Técnica
Trayectoria laboral por más de 45 años como profesor, instructor y artista plástico:
- Fundador de las Brigadas de Instructores y Profesores de Arte. X Festival de la Juventud y los Estudiantes de la UJC Nacional y XX Aniversario perteneciente al Ministerio de Cultura. 1972-1973.
- Fundador de la Brigada Raúl Gómez García y Hermanos Saiz.  Contingente Artístico “Juan Marinello” y  “4 de abril”. 1973-1974.
- Profesor e instructor de Artes Plásticas. Dirección Sectorial de Cultura, 1972-1996.
- Metodólogo de Artes Plásticas y jefe de Centro Metodológico. Dirección Sectorial de Cultura, 1978-1982.
- Profesor de Grabado y Pintura. Escuela Elemental de Arte, 1980-1985.
- Profesor de cerámica. Escuela Profesional Artística, 1985-1988.
- Restaurador de la cerámica Artística, 1982.
- Talleres, Clases Demostrativas, Conversatorio sobre Cerámica, Pintura, Grabado Cubano. Nacional e Internacional, 1980.
- Tribunal y Jurado, Salones, Eventos y Ferias Nacionales e Internacionales 1976.
- Miembro del Comité Nacional del Sindicato de la Cultura.
- Profesor e instructor de Artes Plásticas en el proyecto artístico comunitario Ksa, 1997-1999.
- Asesor de Cerámicas y Talleres de la Enseñanza Artística del Ministerio de Cultura.
- Categoría docente “Profesor Invitado”, del Instituto Superior de Ciencias Agrícolas de la Universidad de La Habana, 1998.
- Asesor de Cerámica y Proyectos Artístico de la UNESCO, para Centroamérica y el Caribe, 1999.
- Profesor e instructor de Artes Plásticas en el proyecto artístico comunitario CASA YETI, 1999-2017.
- Encuentro Nacional de Cerámica “Isla”, Isla de la Juventud, Cuba, 2007.
- “II Encuentro Regional de Cerámica”, Guantánamo, Cuba, 2008.
- “Embarrarte”, Santi Spíritus, Cuba, 2008, 2010, 2012, 2014, 2016.
- “ Encuentro y Talleres”, Escuela de Instructores de Artes, Academia y talleres de artistas, Guantánamo, Santiago de Cuba, Manzanillo, Bayamo, Santi Spíritus, Isla de la Juventud, Holguín, Camagüey, Ciego de Ávila, Artemisa, Habana y Ciudad de La Habana, 2006- 2017.
- Jurado de salones: municipales (Playa, Cerro, La Lisa, Boyeros, Vedado, Plaza, Habana Vieja, Centro Habana, Regla, Guanabacoa), provinciales (Guantánamo, Granma, Cienfuegos, Matanzas, Isla de la Juventud, Ciudad de La Habana) y nacional (Bienal Amelia Peláez,  Salón de Instructores y Profesores, ACAA, UNEAC, Hermanos Saiz, Instituciones, Centro Docentes y Organizaciones de masas y artísticas), 1974-2017.
- Realización de cursos para diversas edades, básico, especializaciones, diplomados, adiestramientos, tesis de dibujo, pintura, grabado, cerámica, diseño, superación para instructores y promotores de la cultura. Adiestramientos y Diplomados para creadores y funcionarios. Casa Verde YETI, Playa, La Habana, Cuba, desde el 2000 hasta la fecha.
- Creación del espacio “Ojo Verde”, dedicado a encuentros, diálogos y análisis de obras, Casa YETI, Playa, Ciudad de La Habana, Cuba, desde el 2009 hasta la fecha.
- Conversatorio en la Facultad de Bellas Artes UNLP (Universidad Nacional de la Plata). Discusión de las tesis y graduación de los equipos de trabajo del curso de muralismo. Encuentro con la Vicedecana Cristina Terzaghi de la Facultad de Bellas Artes y el claustro de profesores de murales. Conversatorio con los alumnos de los diferentes niveles de la facultad en el tema “La muralística Caribeña y Americana” y en específico “La Cerámica y el Desarrollo de la Diversidad de la Muralística Cubana”.
- Especialización en temas de las de Artes Plásticas: Géneros, historia y desarrollo de la manifestación, docencia a diferentes niveles de aprendizaje, coordinación, proyección y desarrollo del trabajo comunitario cultural, organización y desarrollo de colectivos artísticos e investigación y protección del patrimonio artístico.
- Conversatorio en la Asociación Psicoanalítica de Bueno Aires (APdeBA). Experiencia e intercambio en el desarrollo artístico y la comunidad, tema: “Arte y Salud Mental en Cuba”.
- Participación en la 1.ª Bienal de Talleres Comunitarios, Museo y Comunidad. Museo Nacional de Bellas Artes. La Habana, Cuba. 2013.
- Taller Regional de Intercambio de Experiencias de América Latina. CIERIC. La Habana, Cuba. 2013, 2015.

## Piezas Museables
- Museo de Cerámica Contemporáneo. Castillo de la Fuerza. La Habana, Cuba.
- Museo de Cerámica. Nueva Gerona, Isla de la Juventud, Cuba.
- Museo Baconao. Santiago de Cuba, Cuba.
- Centro Europeo de la Terracota. Florencia. Italia.
- Museo de Cerámica Ateneo de Caracas, Venezuela.
- Centro Cultural “Altamira”, Chile.
- Museo “Antonio Núñez Jiménez”, Cuba.
- Fundación “Nicolás Guillen”
- Museo Littefow, California, Estados Unidos.
- Universidades Cubanas: CUJAE, ISCA, Isla de la Juventud, Universidad de La Habana.
- Universidad de Oswego. New York, Estados Unidos.
- Museo “Luís Nishizawa Flores”. México.
- Museo de Historia de los Comité de Defensa de la Revolución, Cuba.
- Museo de Luchas Campesinas, municipio Pilón, Granma.
- Galería Museo “El Gallo”, 50 Aniversario de la Revolución, Cuba.
- Museo de la Revolución, Colección Consejo de Estado, Cuba.
- Colección Permanente de la Sede de la Unión de Escritores y Artistas de Cuba (UNEAC).
- Colección del museo de arte contemporáneo “Tigre”, Buenos Aires, Argentina.
- Obra en Colecciones personales e institucionales en más de 20 países.

## Reconocimientos
- Cinco años mejor Profesor de Artes Plásticas (Vanguardia Nacional). Cuba. 1981- 1985.
- Nueve años mejor Profesor de Artes Plásticas (Vanguardia Municipal), Isla de la Juventud.
- Distinción por la Cultura Cubana. UNEAC, 1997.
- Sello Laureado del Ministerio de Cultura, 1997.
- Medalla Raúl Gómez García por 25 años de Labor Artística. Sindicato de la Cultura, 1997.
- Miembro de Honor de la AHS de Jóvenes Artistas, 1997.
- Delegado a los Congresos: UNEAC (IV, V, VI, VII, VIII), Sindicato Nacional de la Cultura y Encuentros Internacional de Artistas y Escritores.
- Delegado a los Congresos: XIII, XV, XX de la Central de Trabajadores de Cuba.
- Metodólogo Asesor para las Artes Plásticas. Isla de la Juventud, 1978-1993.
- Distinción “Majadahonda”, por su labor internacionalista. 1990.
- Distinción  “Víctor Manuel”.
- Reconocimiento por Fundador del Sindicato de la Cultura, 1997.
- Distinción “Juan Marinello”, 1998.
- Distinción “Gitana Tropical”.
- Homenaje por los 50 años y 30 años de vida artística, Ciudad de La Habana, 2002.
- Homenaje por los 60 años y más de 40 de vida artística, Playa, La Habana, Sancti Espíritus, Isla de la Juventud, Guantánamo, 2012.
- Homenaje como Personalidad en la Semana de la Cultura de Playa, Ciudad de La Habana, 2004.
- Reconocimiento “La Giraldilla de la Habana”, 2005.
- Premio anual de Extensión Universitaria, otorgado por la Escuela Internacional de Medicina “Victoria de Girón”, 2007.
- Distinción 50 Aniversario de las fuerzas Armadas, 2008.
- Homenaje a la Obra Artística en la 29 Edición de la Semana de la Cultura Guantanamera, 2008.
- Medalla 50 aniversario de las FAR.
- Reconocimiento por la Federación Sindical Mundial.
- Distinción 70 años de la Fundación de la Central de Trabajadores de Cuba.
- Reconocimiento por la Obra de la Vida y su aporte a la Cultura Nacional como Fundador del Movimiento de Instructores de Arte. Sindicato nacional de Trabajadores de la Cultura. 2011.
- Reconocimiento por su aporte y consagración al Movimiento Sindical en el 50 Aniversario de la Victoria de Girón y el VI Congreso del PCC. Sindicato Nacional de Trabajadores de la Cultura. 2011.
- Distinción Orden “Pablo Porra Gener”. La UNEAC de la Isla de la Juventud. Septiembre, 2012.
- Distinción “Reconocimiento”, Dirección Provincial de Cultura y Arte y Sancti Spíritus. 2012.
- Distinción “Impulso”. Otorgado por la Agrupación de Gente de Artes y Letras. Buenos Aires, Argentina. 2012.
- Distinción 75 años de la Fundación de la Central de Trabajadores de Cuba. 2014.
- Reconocimiento por los más de 20 años como coordinador de trabajo comunitario de la UNEAC.
- Reconocimiento de la UNEAC, CNCC, CNAP, Dirección Provincial de Cultura, Dirección Municipal de Cultura, Ministerio de Cultura, La Brigada “José Martí” de Instructores de Arte, la Brigada Hermanos Saíz por más de 45 años de labor profesoral, artística y promotor cultural. 2017.

## Promoción
Artículo Revista Eco de Artes Modernas, Italia. Revista Cerámica de España. Suplemento Cultural Caimán Barbudo. Revista Revolución y Cultura. Revista Latinoamericana y Asociación Iberoamericana. Catálogos y Artículos de Promoción Artística en Latinoamericana y Europa. Catálogo 50 Artistas Plásticos Cubanos. Edición Unión. Gaceta de la UNEAC. Revista Bohemia Nacional e Internacional. Revista Senderos. Ministerio de Cultura. Catálogo del Museo de la Cerámica Contemporánea Cubana. Galería Servando Cabreras, Villa Manuela, entre otras. Artículos en periódicos nacionales (Granma, Juventud Rebelde, Trabajadores, Tribuna, Victoria, Escambray, Venceremos) e internacionales (Reforma, Avantti, Florencia, Unitad, Santiago, América). Documentales, Videos y Programas Radiales, Televisivos (Signos, Arte Cubano, La Magia, Guantanamero, Flor amarilla Flor colora, Orisha Santo, Cerámica a 4 Manos, Arte de Fuego, Raku, De la Gran Escena, Arte y Educación, Huella del Arte, El Yeti,….) Informativos nacionales (Canal Habana, Canal Educativo, Mediodía en TV, Noticiero de Televisión, Hurón Azul,….) e internacionales (Cuba Internacional, Espacio Digital, Fondo Cubano de Bienes Culturales, UNEAC, Ministerio de Cultura; países europeos: Siranga Contemporánea, Artistas de la Tierra, Plástica Contemporánea, Cerámica Iberoamericana, Cerámica Viva,…,. Revista Carapachivey. Catálogo  “Isla Cómplice en el Tiempo”. Artistas Pineros.
Revista de Arte Cubano 2009.
Documental “Los Cuatro Elementos”. Presencia de la pintura mural cubana contemporánea en México. Empresa Productora “Total Producciones”. Lic. Juan Bautista Aguilar y el productor Arturo Aguirre de los Reyes, México, 2012.
Documental “Combatiente del Arte”. Entrevista realizada al maestro de las Artes Plásticas Cubanas Agustín Antonio Villafaña Rodríguez, sobre la trayectoria artística, expresión de los géneros de la manifestación de las Artes Plásticas y en especial la Muralística en América y Cuba. Lic. Juan Bautista Aguilar y Lic. Laura González Matute, México, 2012.
Artículo en la sección cultural del periódico “Reforma”, Los Cuatro Elementos, México. 2012.
Entrevista publicada en la revista de la Universidad de Bellas Artes sobre la trayectoria y obras realizadas, ejecutada por la Lic. Laura González Matute, México, 2012.
Programas televisivos y revistas culturales nacionales e internacionales: Entrevistas y documentales para los canales: Educativo, Cubavisión Internacional, Cubavisión, Canal Habana; Revista Unión de la UNEAC en su N.º 83/2014, entre otros.

## Estudio-Galería
Casa Yeti, Comunidad Artística Creativa, Calle 13 #4420 e/ 44 y 46, Reparto Miramar, Playa, Ciudad de la Habana, Cuba. Teléfono 7 2065172
- Datos: Q5660528